# Malavillers
Malavillers är en kommun i departementet Meurthe-et-Moselle i regionen Grand Est (tidigare regionen Lorraine) i nordöstra Frankrike. Kommunen ligger i kantonen Audun-le-Roman som tillhör arrondissementet Briey. År 2022 hade Malavillers 125 invånare.

## Befolkningsutveckling
Antalet invånare i kommunen Malavillers
| Referens: INSEE |